# Szejm (folyó)
A Szejm (cirill betűkkel Сейм) folyó Oroszországban és Ukrajnában, a Gyeszna bal oldali és legnagyobb mellékfolyója. Hossza 748 km (ebből Ukrajna területén 250 km), vízgyűjtő területe 7500 km².
2024. augusztus 16-án azzal került be a hírekbe, hogy a Kurszki területre betörő ukrán hadsereg Gluskovo közelében felrobbantott rajta egy stratégiai jelentőségű hidat, amelyen az oroszok utánpótlást szállítottak csapataiknak, majd augusztus 19-én egy másikat is.

## Futása

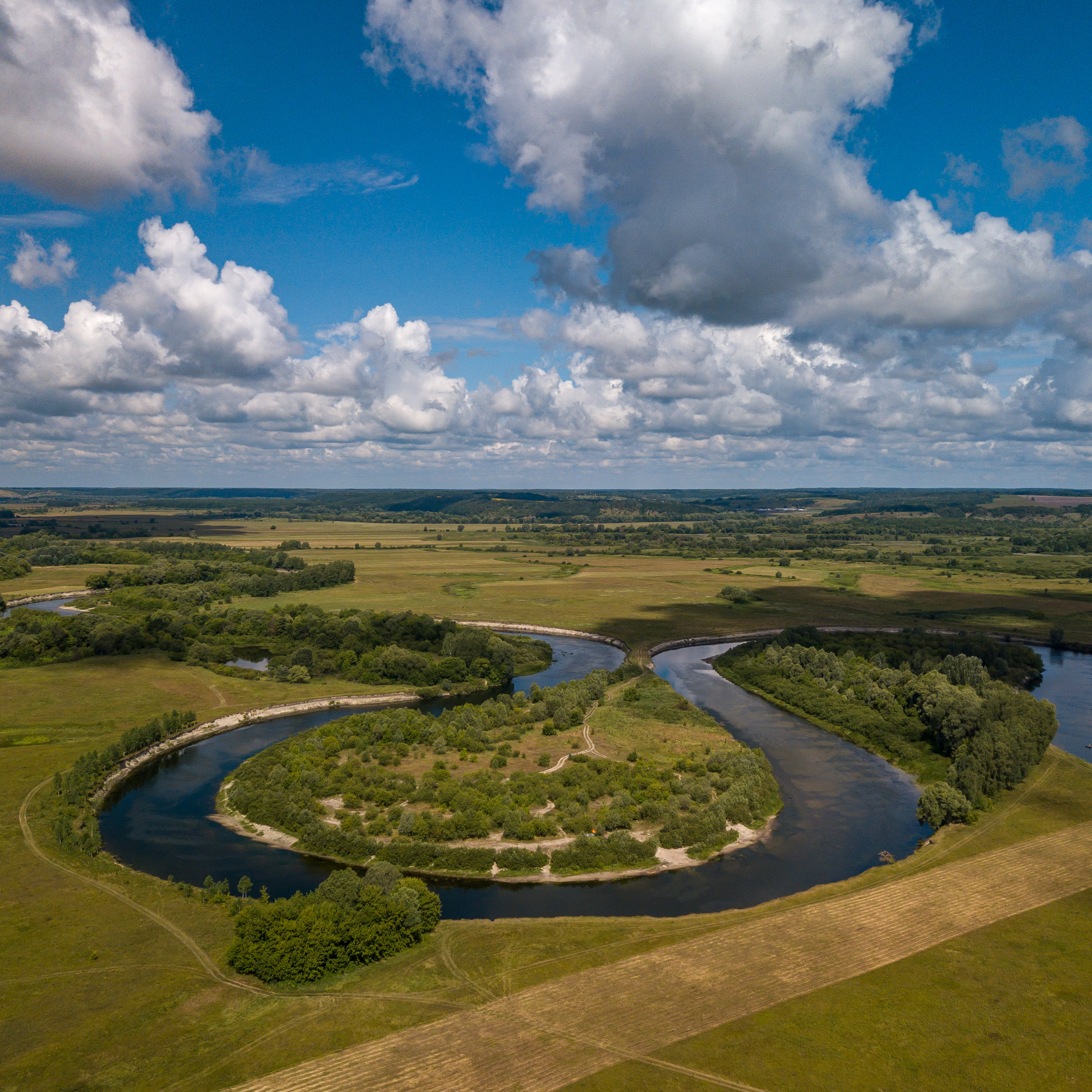
A Szejm egyik kanyarulata

Oroszországban, a Belgorodi területen, a Közép-Orosz-hátságon ered. Először északnyugatnak, majd nyugatnak tart. Áthalad a Kurszki területen, Kurszktól délre folyik el. A Szvapa torkolata után délnek fordul, aztán Korenyevo után ismét nyugatra. Átlép Ukrajnába, a Szumi területre. Putyivl után a Szejmi regionális tájpark védett területén halad. Medre 80–100 méter, völgye 9–12 km széles. Alsó szakasza hajózható. A Gyeszna folyóba torkollik Ukrajnában, a Csernyihivi területen, Male Usztya falu közelében, Kijevtől 182 km-re északkeletre.
Nagyobb jobb oldali mellékfolyói:
- Oroszországban a Tuszkar (108 km, torkolata Kurszkban van) és a Szvapa (197 km).
- Ukrajnában a Kleveny (133 km), de felső szakasza az orosz-ukrán határon folyik.

## Városok a folyó mentén
- Kurszk, Lgov, Rilszk, Gluskovo, Tyotkino – Oroszország, Kurszki terület
- Putyivl – Ukrajna, Szumi terület
- Baturin – Ukrajna, Csernyihivi terület